# 13168 Danoconnell
13168 Danoconnell eller 1995 XW är en asteroid i huvudbältet som upptäcktes den 6 december 1995 av AMOS-projektet vid Haleakalā-observatoriet. Den är uppkallad efter astronomen Daniel O'Connell.
Asteroiden har en diameter på ungefär 5 kilometer och den tillhör asteroidgruppen Maria.